# Al-Chazini
Al-Chazini (international auch al-Khazini), eigentlich Abu’l-Fath ‘Abd al-Raḥmān al-Chāzinī (أبوالفتح عبدالرحمن منصور الخازنی), war ein Astronom byzantinischer Herkunft. Er schrieb über Mechanik und wissenschaftliche Instrumente und wirkte in der ersten Hälfte des 12. Jahrhunderts in Merw.
In einigen Quellen auch Abu Mansur oder Abd-al-Rahman Mansur genannt.

## Leben und Werk
Er war ein Sklave und später Freigelassener byzantinischer Herkunft, der von dem Schatzmeister (Chazin, daher sein Name) des seldschukischen Herrschers nach Merw gebracht wurde und dort eine gute Ausbildung erhielt. Der Name seines Herrn war Abu‘l Husain ‘Alī ibn Muhammad al-Chāzin al-Marwazī.
Al-Chazini ist von etwa 1115 bis 1131 belegt.
Sein astronomisches Hauptwerk sind astronomische Tafeln (al-Zidsch al-Sandschari, deutsch ‚astronomische Tafeln für Sandschar‘), die zwischen etwa 1118 bis 1131 entstanden. Sie sind dem Seldschuken-Sultan Sandschar ibn Malikschah (Ahmad Sandschar, regierte 1118–1157) gewidmet und von Thabit ibn Qurra, al-Battani und al-Bīrūnī beeinflusst, beruhen aber auch auf eigenen Beobachtungen in Merw. Es enthält Beobachtungen über Planeten, Sonne und Mond (Finsternisse, Konjunktionen usw.),  zur Schiefe der Ekliptik, Sichtbarkeit von Planeten und zu Kalenderdaten sowie einem Sternkatalog. Tafeln für die Berechnung der Richtung nach Mekka (Quibla) scheinen verloren. Das Handbuch war in Byzanz bekannt bei Georges Chrysocces (fl. 1335–1346) und Theodore Meliteniotes (fl. 1360–1388).
Außerdem schrieb er eine kleinere Abhandlung über ein sich drehendes Modell der Himmelssphäre und eine weitere über astronomische Beobachtungsinstrumente (Risāla fī-l-ālāt). Behandelt werden in den sieben Teilen jeweils der Dreistab (Triquetrum), Dioptra, ein trianguläres (Dreiecks-)Instrument, ein Quadrant, Geräte mit Lichtreflexion, ein Astrolabium und einfache Hilfsmittel für die Beobachtung mit bloßem Auge. Der Quadrant wird „suds“ (Sextant) genannt, obwohl er einen vollen Neunzig-Grad-Winkel umfasste und nicht nur sechzig Grad. Bei den Instrumenten wird auch jeweils die geometrische Grundlage behandelt.
Sein wichtigstes Werk ist sein „Buch vom Gleichgewicht der Weisheit“ (Kitāb mīzān al-hikma) von 1121/22, eine Abhandlung über Statik und Hydrostatik. Es beschreibt eine sehr präzise hydrostatische Waage, mit der man über das spezifische Gewicht falsche von echten Edelsteinen und Metallen unterscheiden kann (nach dem von Archimedes bekannten Prinzip) und war Sultan Sandschab gewidmet. Die Waage erreichte in einigen Fällen Genauigkeiten im Bereich von einem Prozent. Auch sein Vorgänger al-Asfizari hatte schon eine solche Waage gebaut (sie wurden mizan al-hikma genannt). Das umfangreiche Buch (8 Bücher mit 80 Kapiteln) zeigt die damaligen Quellen für Mechanik: Aus der Antike Aristoteles und Pseudo-Aristoteles, Euklid, Archimedes, Menelaos; aus dem islamischen Kulturkreis Rhazes, Alhazen, al-Bīrūnī, Omar Chayyām, Abu Sahl al-Quhi.

## Schriften
Ausgaben des Buchs vom Gleichgewicht der Weisheit:
- Extrakte auf Arabisch und englische Übersetzung bei N. Khanikoff: Journal of the American Oriental Society. Band 6. New Haven 1860, S. 1–128 (Textarchiv – Internet Archive).
- Kitab mizan al-hikma. Hyderabad 1940/41.
- Mizan al-hikma. Hrsg.: Fuad Jamian. Kairo 1947 (unvollständig).